# Велика подорож
«Велика подорож» (рос. Большое путешествие) — радянський ляльковий фільм 1987 року Творчого об'єднання художньої мультиплікації студії Київнаукфільм, режисер — Валентина Костилєва. Мультфільм озвучено російською і українською мовами.

## Сюжет
Про те, як бегемотик Топ і кошеня Тутті, здійснивши подорож на далеку гору, зазнали радості відкриття великого та прекрасного світу. Третій мультфільм серії.

## Над фільмом працювали
- Автор сценарію: Жанна Вітензон;

- Кінорежисер: Валентина Костилєва;
- Художник-постановник: Наталія Горбунова;
- Композитор: Олег Ківа (у титрах О. Кива);
- Кінооператор: Василь Кордун;
- Звукооператор: Ізраїль Мойжес;
- Мультиплікатори: Жан Таран, Анатолій Трифонов, Елеонора Лисицька, Костянтин Баранов;
- Ляльки та декорації виготовили: Анатолій Радченко, Вадим Гахун, В. Яковенко, Яків Горбаченко, В. Воскобойник;
- Асистенти: Г. Свєчніков (у титрах Г. Свєчников), В. Сабліков, Олександр Ніколаєнко (у титрах О. Николаєнко);
- Монтаж: С. Васильєва;
- Редактор: Світлана Куценко;
- Директор знімальної групи: Н. Литвиненко.